# Sonate pour piano à quatre mains en ré majeur, K. 381/123a
Pour les articles homonymes, voir Sonate pour piano à quatre mains.
La Sonate pour piano à quatre mains en ré majeur, KV K.381/123a, est une œuvre de Mozart composée probablement au début 1772 à Salzbourg.

## Structure
La sonate se compose de trois mouvements :
1. Allegro, en ré majeur,  à , 95 mesures, sections répétées 2 fois : mesures 1 à 30, mesures 31 à 95
2. Andante,  en sol majeur, à 
, 78 mesures, sections répétées 2 fois : mesures 1 à 33, mesures 34 à 78
3. Allegro molto, en ré majeur, à 
, 167 mesures, sections répétées 2 fois : mesures 1 à 70, mesures 71 à 167

Durée de l'interprétation : environ 14 minutes